# Système judiciaire de documentation et d'exploitation
Pour les articles homonymes, voir Judex (homonymie).
Le système judiciaire de documentation et d'exploitation (JUDEX) est un fichier de police informatisé français du ministère de l'Intérieur regroupant les informations concernant les auteurs d'infractions interpellés par les services de la gendarmerie.

## Histoire et cadre législatif
Le système JUDEX est mis en place au cours des années 1985 et 1986 afin de remplacer le système PROSAM (Prouteau-Samain) breveté en 1965, équivalent pour la gendarmerie française du fichier STIC pour la Police nationale. Le fichier PROSAM a fonctionné sur l'ensemble du territoire français, de manière clandestine, pendant plus de 20 années sans aucun moyen pour les personnes concernées d’exercer leur droit d'accès et de rectification,.
Le système JUDEX acquiert son existence légale le 20 novembre 2006.
En avril 2005, la Commission nationale de l'informatique et des libertés (CNIL) a critiqué dans son rapport 2004 l'utilisation de ces fichiers de police pas toujours à jour, notamment pour recruter du personnel de sécurité.

## Dérives
En mai 2006, deux gendarmes à la retraite devenus détectives privés ont été placés sous mandat de dépôt par le parquet de Meaux, en Seine-et-Marne, pour avoir extrait illégalement des informations des fichiers de police. Selon Le Parisien, ils revendaient ensuite ces données à Disneyland Paris. L'entreprise les utilisait pour trier les candidats à un emploi.

## Perspectives
Les fichiers JUDEX de la gendarmerie et STIC de la police étaient jadis totalement distincts et séparés. Mais en 2005, une instruction conjointe de la Direction générale de la Police nationale (DGPN) et de la Direction générale de la Gendarmerie nationale (DGGN) en date du 19 janvier 2005 a permis l'échange d'informations entre les services en mutualisant, c'est-à-dire en interconnectant les fichiers.
Mais conformément à la loi d'orientation et de programmation pour la performance de la sécurité intérieure du 14 mars 2011, une nouvelle base de données informatique est désormais disponible : le fichier du traitement d'antécédents judiciaires (TAJ), anciennement système d'Application de Rapprochement, d'Identification et d'ANalyse pour les Enquêteurs (ARIANE). Le 7 mai 2012, les informations des fichiers STIC et JUDEX sont fusionnées dans cette structure unique.